# Liste der Kulturdenkmale in Eisenach (Ortsteile)
Die Liste der Kulturdenkmale der Eisenacher Ortsteile außerhalb der Kernstadt enthält die Kulturdenkmale, die in der Begründung des Flächennutzungsplans der Stadt Eisenach mit Stand vom 5. September 2014 veröffentlicht wurden.

## Legende
- Bild: zeigt ein Bild des Kulturdenkmals und gegebenenfalls einen Link zu weiteren Fotos des Kulturdenkmals im Medienarchiv Wikimedia Commons
- Bezeichnung: Name, Bezeichnung oder die Art des Kulturdenkmals
- Lage: Wenn vorhanden Straßenname und Hausnummer des Kulturdenkmals; Grundsortierung der Liste erfolgt nach dieser Adresse. Der Link Karte führt zu verschiedenen Kartendarstellungen und nennt die Koordinaten des Kulturdenkmals.
 Kartenansicht, um Koordinaten zu setzen – in dieser Kartenansicht sind Kulturdenkmale ohne Koordinaten mit einem roten bzw. orangen Marker dargestellt und können in der Karte gesetzt werden. Kulturdenkmale ohne Bild sind mit einem blauen bzw. roten Marker gekennzeichnet, Kulturdenkmale mit Bild mit einem grünen bzw. orangen Marker.
- Datierung: gibt das Jahr der Fertigstellung beziehungsweise das Datum der Erstnennung oder den Zeitraum der Errichtung an
- Beschreibung: bauliche und geschichtliche Einzelheiten des Kulturdenkmals, vorzugsweise die Denkmaleigenschaften
- ID: Die ID identifiziert das Kulturdenkmal eindeutig. In Thüringen sind aktuell keine IDs veröffentlicht. In der ID-Spalte kann sich auch folgendes Icon  befinden, dies führt zu Angaben zu diesem Kulturdenkmal bei Wikidata.

## Ensemble
| Bild                                    | Bezeichnung   | Lage      | Datierung | Beschreibung | ID |
| --------------------------------------- | ------------- | --------- | --------- | ------------ | -- |
| Direkt Bild zu diesem Denkmal hochladen | Bergbaugebiet | Stedtfeld |           |              |    |

## Einzeldenkmale nach Gemarkungen

### Berteroda
| Bild                           | Bezeichnung                             | Lage                               | Datierung | Beschreibung | ID |
| ------------------------------ | --------------------------------------- | ---------------------------------- | --------- | ------------ | -- |
| Fotos hochladen                | Mahnmal für die Toten beider Weltkriege | Am Bornwiesenwege o. Nr. (Karte)   |           |              |    |
| weitere Bilder Fotos hochladen | Herrenhaus                              | Am Schlößchen 6 (Karte)            |           |              |    |
| BW                             | Wohnhaus                                | Berteroda, An der Eiche 4 (Karte)  |           |              |    |
| BW                             | Wohnhaus                                | Berteroda, An der Eiche 14 (Karte) |           |              |    |

### Göringen
| Bild                           | Bezeichnung          | Lage                                      | Datierung | Beschreibung    | ID |
| ------------------------------ | -------------------- | ----------------------------------------- | --------- | --------------- | -- |
| weitere Bilder Fotos hochladen | Ev.-Luth. Dorfkirche | Flur 1, Flurstück 1 (Karte)               |           | mit Ausstattung |    |
| BW                             | Friedhof             | Flur 1, Flurstück 1 (Karte)               |           |                 |    |
| BW                             | Einfriedung          | Flur 1, Flurstück 1 (Karte)               |           |                 |    |
| BW                             | Hofanlage            | Göringen, Lauchröder Straße 1, 1a (Karte) |           |                 |    |
| BW                             | Wohnhaus             | Göringen, Lauchröder Straße 3 (Karte)     |           |                 |    |
| BW                             | Wohnhaus             | Göringen, Lauchröder Straße 5 (Karte)     |           |                 |    |
| BW                             | Wohnhaus             | Göringen, Lauchröder Straße 10 (Karte)    |           |                 |    |
| BW                             | Wohnhaus             | Göringen, Lauchröder Straße 12 (Karte)    |           |                 |    |
| BW                             | Wohnhaus             | Schrödersgasse 10 (Karte)                 |           |                 |    |

### Hörschel
| Bild            | Bezeichnung                             | Lage                                     | Datierung | Beschreibung    | ID |
| --------------- | --------------------------------------- | ---------------------------------------- | --------- | --------------- | -- |
| BW              | Hoftor                                  | Hörschel, Mühlstraße 2 (Karte)           |           |                 |    |
| Fotos hochladen | Einfassungsmauer                        | Hörschel, Mühlstraße 2 (Karte)           |           |                 |    |
| BW              | Wohnhaus                                | Hörschel, Mühlstraße 8 (Karte)           |           | Tagelöhnerhaus  |    |
| Fotos hochladen | Evangelisch-lutherische Kirche Hörschel | Hörschel, Rennsteigstraße o. Nr. (Karte) |           | mit Ausstattung |    |
| Fotos hochladen | Gefallenendenkmal                       | Hörschel, Rennsteigstraße o. Nr. (Karte) |           | mit Ausstattung |    |
| BW              | Hoftor                                  | Hörschel, Rennsteigstraße 4 (Karte)      |           |                 |    |
| Fotos hochladen | Wohnhaus                                | Unterstraße 6 (Karte)                    |           |                 |    |
| BW              | Hoftor                                  | Unterstraße 12 (Karte)                   |           |                 |    |

### Hötzelsroda
| Bild                           | Bezeichnung          | Lage                             | Datierung | Beschreibung                            | ID |
| ------------------------------ | -------------------- | -------------------------------- | --------- | --------------------------------------- | -- |
| BW                             | Tor                  | Eisenacher Straße 24 (Karte)     |           |                                         |    |
| BW                             | Wohnhaus             | Eisenacher Straße 32, 34 (Karte) |           |                                         |    |
| BW                             | Gehöft               | Eisenacher Straße 36, 38 (Karte) |           |                                         |    |
| BW                             | Wohnhaus             | Eisenacher Straße 40 (Karte)     |           |                                         |    |
| BW                             | Wohnhaus             | Eisenacher Straße 64 (Karte)     |           |                                         |    |
| weitere Bilder Fotos hochladen | Ev.-luth. Dorfkirche | Schillerplatz o. Nr. (Karte)     |           | mit Ausstattung, Kirchhof und Epitaphen |    |
| BW                             | Wohnhaus             | Schillergasse 12 (Karte)         |           |                                         |    |
| BW                             | Wohnhaus             | Schillergasse 16 (Karte)         |           |                                         |    |

### Madelungen
| Bild                                    | Bezeichnung                     | Lage                                        | Datierung | Beschreibung    | ID |
| --------------------------------------- | ------------------------------- | ------------------------------------------- | --------- | --------------- | -- |
| BW                                      | Wohnhaus                        | Max-Kürschner-Straße 8 (Karte)              |           |                 |    |
| BW                                      | Wohnhaus                        | Madelungen, Max-Kürschner-Straße 14 (Karte) |           |                 |    |
| BW                                      | Ev.-Luth. Kirche St. Trinitatis | Madelungen, Max-Kürschner-Straße 19 (Karte) |           | mit Ausstattung |    |
| BW                                      | Kirchhof                        | Madelungen, Max-Kürschner-Straße 19 (Karte) |           |                 |    |
| BW                                      | Kirchhofmauer                   | Madelungen, Max-Kürschner-Straße 19 (Karte) |           |                 |    |
| Direkt Bild zu diesem Denkmal hochladen | Grabsteine                      | Madelungen, Max-Kürschner-Straße 19         |           |                 |    |
| BW                                      | Mauer                           | Max-Kürschner-Straße 24 (Karte)             |           |                 |    |
| BW                                      | Pfarrhaus                       | Max-Kürschner-Straße 27 (Karte)             |           |                 |    |
| BW                                      | Wohnhaus                        | Max-Kürschner-Straße 29 (Karte)             |           |                 |    |

### Neuenhof
| Bild                                    | Bezeichnung                          | Lage                                                    | Datierung | Beschreibung                                        | ID |
| --------------------------------------- | ------------------------------------ | ------------------------------------------------------- | --------- | --------------------------------------------------- | -- |
| BW                                      | Grenzkaserne                         | Neuenhof, Auf dem Ufer 3, 5, 8, 10 (Karte)              |           |                                                     |    |
| Fotos hochladen                         | Felsenkeller                         | Felsenkellerweg o. Nr., Flur 2, Flurstück 125/2 (Karte) |           | Felsenkeller der ehem. Brauerei                     |    |
| Fotos hochladen                         | Spritzenhaus                         | Gartenstraße 1 (Karte)                                  |           |                                                     |    |
| BW                                      | Wirtschaftsgebäude                   | Hörscheler Straße 6, 6a (Karte)                         |           |                                                     |    |
| Fotos hochladen                         | Gutshof                              | Hörscheler Straße 8, 10 (Karte)                         |           |                                                     |    |
| BW                                      | Nebengebäude                         | Hörscheler Straße 8, 10 (Karte)                         |           |                                                     |    |
| BW                                      | Gehöft                               | Hörscheler Straße 9 (Karte)                             |           |                                                     |    |
| BW                                      | Wohnhaus                             | Hörscheler Straße 11 (Karte)                            |           |                                                     |    |
| BW                                      | Wohnhaus                             | Hörscheler Straße 13 (Karte)                            |           |                                                     |    |
| BW                                      | Wohnhaus                             | Neuenhof, Hörscheler Straße 20 (Karte)                  |           |                                                     |    |
| BW                                      | Wohnhaus                             | Hörscheler Straße 45 (Karte)                            |           |                                                     |    |
| weitere Bilder Fotos hochladen          | Ev.-Luth. Kirche Neuenhof            | Schulplan o. Nr. (Karte)                                |           | mit Ausstattung                                     |    |
| BW                                      | Kirchhof                             | Neuenhof, Schulplan o. Nr. (Karte)                      |           |                                                     |    |
| Direkt Bild zu diesem Denkmal hochladen | Grabstein                            | Neuenhof, Schulplan o. Nr.                              |           |                                                     |    |
| BW                                      | Gefallenendenkmal                    | Neuenhof, Schulplan o. Nr. (Karte)                      |           |                                                     |    |
| BW                                      | Pfarrhaus                            | Schulplan 1 (Karte)                                     |           |                                                     |    |
| weitere Bilder Fotos hochladen          | Schloss                              | Schulplan 8 (Karte)                                     |           | der Adelsfamilie von Rotenhan, mit Innenausstattung |    |
| BW                                      | Parkanlage                           | Neuenhof, Schulplan 8 (Karte)                           |           | von Eduard Petzold angelegt                         |    |
| Direkt Bild zu diesem Denkmal hochladen | Grabstätte der Adelsfamilie Rotenhan | Neuenhof, Waldstraße o. Nr.                             |           |                                                     |    |
| Direkt Bild zu diesem Denkmal hochladen | Grabstätte der Adelsfamilie Riedesel | Neuenhof, Waldstraße o. Nr.                             |           |                                                     |    |
| Fotos hochladen                         | Hofanlage                            | Waldstraße 1 (Karte)                                    |           |                                                     |    |
| BW                                      | Wohnhaus Marienstift                 | Warthaer Straße 3 (Karte)                               |           | ehem. Marienstift                                   |    |
| BW                                      | Pforte                               | Warthaer Straße 9 (Karte)                               |           |                                                     |    |

### Neukirchen
| Bild                                    | Bezeichnung                | Lage                                                   | Datierung | Beschreibung                                                                            | ID |
| --------------------------------------- | -------------------------- | ------------------------------------------------------ | --------- | --------------------------------------------------------------------------------------- | -- |
| Direkt Bild zu diesem Denkmal hochladen | Schule / Alte Schule       | Neukirchen, Hohenlohestraße 12, 14; Kirchstraße o. Nr. |           |                                                                                         |    |
| Direkt Bild zu diesem Denkmal hochladen | Wohnhaus mit Hofanlage     | Neukirchen, Hohenlohestraße 2                          |           |                                                                                         |    |
| weitere Bilder Fotos hochladen          | Ev. Pfarrkirche St. Ulrich | Neukirchen, Kirchstraße 7 (Karte)                      |           | mit Ausstattung                                                                         |    |
| Direkt Bild zu diesem Denkmal hochladen | Kirchhof                   | Neukirchen, Kirchstraße 7                              |           |                                                                                         |    |
| Direkt Bild zu diesem Denkmal hochladen | Grabstein                  | Neukirchen, Kirchstraße 7                              |           |                                                                                         |    |
| Direkt Bild zu diesem Denkmal hochladen | Pfarrhaus                  | Neukirchen, Lerchenberger Straße 22                    |           |                                                                                         |    |
| Direkt Bild zu diesem Denkmal hochladen | Scheune                    | Neukirchen, Lerchenberger Straße 22                    |           |                                                                                         |    |
| Direkt Bild zu diesem Denkmal hochladen | Wohnhaus                   | Neukirchen, Lerchenberger Straße 29                    |           |                                                                                         |    |
| Fotos hochladen                         | Steinkreuz                 | ohne nähere Ortsangabe                                 |           | Das Gedenkkreuz für Freiherrn v. Linsingen erinnert an ein Gefecht 1866 bei Neukirchen. |    |

### Stedtfeld
| Bild                                    | Bezeichnung                                 | Lage                               | Datierung | Beschreibung                       | ID |
| --------------------------------------- | ------------------------------------------- | ---------------------------------- | --------- | ---------------------------------- | -- |
| Direkt Bild zu diesem Denkmal hochladen | Familiengruft Boyneburgk: Kapelle und Gruft | Stedtfeld, Am Friedhof o. Nr.      |           | mit Särgen, Freifläche mit Grabmal |    |
| Direkt Bild zu diesem Denkmal hochladen | Wohnhaus                                    | Stedtfeld, Am hinteren Schloß 2    |           | mit Innenausstattung               |    |
| Fotos hochladen                         | Gefallenendenkmal und Anlage                | Denkmalplatz o. Nr. (Karte)        |           |                                    |    |
| weitere Bilder Fotos hochladen          | Unteres Schloss                             | Stedtfeld, Denkmalplatz 1 (Karte)  |           | mit Ausstattung                    |    |
| Direkt Bild zu diesem Denkmal hochladen | Wirtschaftsgebäude                          | Stedtfeld, Denkmalplatz 1          |           |                                    |    |
| Direkt Bild zu diesem Denkmal hochladen | Wohnhaus, Oberes Schloß                     | Stedtfeld, Hopfental 2             |           |                                    |    |
| weitere Bilder Fotos hochladen          | Evangelische Pfarrkirche St. Margareta      | Stedtfeld, Kirchweg o. Nr. (Karte) |           | mit Ausstattung                    |    |
| Direkt Bild zu diesem Denkmal hochladen | Kirchhof                                    | Stedtfeld, Kirchweg o. Nr.         |           |                                    |    |
| Direkt Bild zu diesem Denkmal hochladen | Kirchhofmauer                               | Stedtfeld, Kirchweg o. Nr.         |           |                                    |    |
| Direkt Bild zu diesem Denkmal hochladen | Tor                                         | Stedtfeld, Kirchweg o. Nr.         |           |                                    |    |
| Direkt Bild zu diesem Denkmal hochladen | Grabsteinen                                 | Stedtfeld, Kirchweg o. Nr.         |           |                                    |    |
| BW                                      | Gasthaus Zur Linde                          | Kirchweg 2 (Karte)                 |           | mit Innenausstattung               |    |
| weitere Bilder Fotos hochladen          | Steinstock (Stedtfeld)                      | Stedtfeld, Kirchweg 4 (Karte)      |           |                                    |    |
| BW                                      | Wohnhaus                                    | Lindenrain 3 (Karte)               |           | mit Innenausstattung               |    |
| BW                                      | Wohnhaus                                    | Lindenrain 7 (Karte)               |           | Oberes Schloss                     |    |
| BW                                      | Schule                                      | Lindenrain 8 (Karte)               |           | mit Innenausstattung               |    |
| BW                                      | Toilettenhaus                               | Lindenrain 8a (Karte)              |           |                                    |    |
| BW                                      | Schulgebäude                                | Lindenrain 10 (Karte)              |           |                                    |    |
| Fotos hochladen                         | Pfarrhaus                                   | Oberlandstraße 3 (Karte)           |           | mit Innenausstattung               |    |
| BW                                      | Wohnhaus                                    | Oberlandstraße 12 (Karte)          |           |                                    |    |
| BW                                      | Wohnhaus                                    | Oberlandstraße 14 (Karte)          |           |                                    |    |
| Direkt Bild zu diesem Denkmal hochladen | Nebengebäude                                | Oberlandstraße 14                  |           |                                    |    |
| Direkt Bild zu diesem Denkmal hochladen | Innenausstattung                            | Oberlandstraße 14                  |           |                                    |    |
| BW                                      | Wohnhaus                                    | Unterlandstraße 1 (Karte)          |           | mit Innenausstattung               |    |
| Direkt Bild zu diesem Denkmal hochladen | Wohnhaus                                    | Unterlandstraße 6                  |           | mit Innenausstattung               |    |
| BW                                      | Wohnhaus                                    | Wittigstraße 1 (Karte)             |           |                                    |    |

### Stockhausen
| Bild                                    | Bezeichnung              | Lage                               | Datierung | Beschreibung    | ID |
| --------------------------------------- | ------------------------ | ---------------------------------- | --------- | --------------- | -- |
| BW                                      | Gefallenendenkmal        | Nessetalstraße o. Nr. (Karte)      |           |                 |    |
| BW                                      | Ev. Filialkirche         | Nessetalstraße (Karte)             |           | mit Ausstattung |    |
| Direkt Bild zu diesem Denkmal hochladen | Einfriedung              | Stockhausen, Nessetalstraße o. Nr. |           |                 |    |
| Direkt Bild zu diesem Denkmal hochladen | Kirchhof                 | Stockhausen, Nessetalstraße o. Nr. |           |                 |    |
| BW                                      | Gehöft                   | Nessetalstraße 5 (Karte)           |           |                 |    |
| BW                                      | Wohnhaus mit Nebengelass | Nessetalstraße 24 (Karte)          |           |                 |    |
| Direkt Bild zu diesem Denkmal hochladen | Wohnhaus                 | Stockhausen, Nessetalstraße 26     |           |                 |    |
| Direkt Bild zu diesem Denkmal hochladen | Torfahrt                 | Stockhausen, Nessetalstraße 34     |           |                 |    |
| BW                                      | Wohnhaus                 | Zum Leimberg 1 (Karte)             |           |                 |    |

### Stregda
| Bild                                    | Bezeichnung                       | Lage                                  | Datierung | Beschreibung    | ID |
| --------------------------------------- | --------------------------------- | ------------------------------------- | --------- | --------------- | -- |
| Fotos hochladen                         | Gefallenendenkmal                 | Stregda, An der Kirche o. Nr. (Karte) |           |                 |    |
| weitere Bilder Fotos hochladen          | Evangelische Dorfkirche Stregda   | An der Kirche o. Nr. (Karte)          |           | mit Ausstattung |    |
| Direkt Bild zu diesem Denkmal hochladen | Kirchhof                          | Stregda, An der Kirche o. Nr.         |           |                 |    |
| BW                                      | Wohnhaus                          | An der Kirche 4 (Karte)               |           |                 |    |
| Direkt Bild zu diesem Denkmal hochladen | Feuerwehrgerätehaus               | Stregda, Hauptstraße o. Nr.           |           |                 |    |
| BW                                      | Wohnhaus                          | Hauptstraße 4 (Karte)                 |           |                 |    |
| Direkt Bild zu diesem Denkmal hochladen | Nebengebäude                      | Stregda, Hauptstraße 4                |           |                 |    |
| BW                                      | Hofanlage                         | Stregda, Hauptstraße 8 (Karte)        |           |                 |    |
| BW                                      | Wohnhaus                          | Hauptstraße 23 (Karte)                |           |                 |    |
| BW                                      | Ehem. alte Schule                 | Hauptstraße 28 (Karte)                |           |                 |    |
| BW                                      | Ehem. neue Schule mit Nebengelass | Hauptstraße 30 (Karte)                |           |                 |    |
| BW                                      | Hofanlage                         | Stregda, Hauptstraße 29 (Karte)       |           |                 |    |
| BW                                      | Wohnhaus                          | Stregda, Hauptstraße 34 (Karte)       |           |                 |    |
| Direkt Bild zu diesem Denkmal hochladen | Wohnhaus mit Nebengebäude         | Stregda, Vorgasse 10                  |           |                 |    |

### Wartha
| Bild                                    | Bezeichnung                                      | Lage                                     | Datierung | Beschreibung    | ID |
| --------------------------------------- | ------------------------------------------------ | ---------------------------------------- | --------- | --------------- | -- |
| BW                                      | Wohnhaus                                         | Dorfstraße 5 (Karte)                     |           |                 |    |
| Direkt Bild zu diesem Denkmal hochladen | Torpfosten                                       | Wartha, Dorfstraße 5                     |           |                 |    |
| Direkt Bild zu diesem Denkmal hochladen | Tor                                              | Wartha, Dorfstraße 5                     |           |                 |    |
| BW                                      | Hofanlage                                        | Dorfstraße 7 (Karte)                     |           |                 |    |
| BW                                      | Portal                                           | Dorfstraße 9 (Karte)                     |           |                 |    |
| BW                                      | Hofanlage                                        | Dorfstraße 11 (Karte)                    |           |                 |    |
| BW                                      | Wohnhaus                                         | Dorfstraße 14 (Karte)                    |           |                 |    |
| BW                                      | Hofanlage                                        | Dorfstraße 15 (Karte)                    |           |                 |    |
| BW                                      | Wohnhaus                                         | Dorfstraße 19 (Karte)                    |           |                 |    |
| BW                                      | Schwengelpumpe mit Trog                          | Unterdorf o. Nr., bei der Kirche (Karte) |           |                 |    |
| weitere Bilder Fotos hochladen          | Evangelische Filialkirche, Fachwerkkirche Wartha | Unterdorf 1 (Karte)                      |           | mit Ausstattung |    |
| BW                                      | Wohnhaus                                         | Unterdorf 2 (früher 6) (Karte)           |           |                 |    |
| Direkt Bild zu diesem Denkmal hochladen | Tor                                              | Wartha, Unterdorf 2                      |           |                 |    |
| Direkt Bild zu diesem Denkmal hochladen | Torpfosten                                       | Wartha, Unterdorf 2                      |           |                 |    |
| BW                                      | Hofanlage                                        | Unterdorf 4 (früher 5) (Karte)           |           |                 |    |
| BW                                      | Wohnhaus                                         | Unterdorf 5 (Karte)                      |           |                 |    |
| BW                                      | Wohnhaus                                         | Unterdorf 8 (Karte)                      |           |                 |    |
| Direkt Bild zu diesem Denkmal hochladen | Steintor                                         | Wartha, Unterdorf 8                      |           |                 |    |

## Ehemalige Kulturdenkmale
| Bild                                    | Bezeichnung                                  | Lage                                        | Datierung | Beschreibung | ID |
| --------------------------------------- | -------------------------------------------- | ------------------------------------------- | --------- | ------------ | -- |
| Direkt Bild zu diesem Denkmal hochladen | Gehöft                                       | Hötzelsroda, Hauptstraße 25                 |           |              |    |
| BW                                      | Wohnhaus                                     | Madelungen, Max-Kürschner-Straße 11 (Karte) |           |              |    |
| BW                                      | Wohnhaus                                     | Neuenhof, Hörscheler Straße 16 (Karte)      |           |              |    |
| BW                                      | Scheune                                      | Stedtfeld, Denkmalplatz 2 (Karte)           |           |              |    |
| BW                                      | Wohnhaus & Innenausstattung & Nebengebäude   | Stedtfeld, Denkmalplatz 3 (Karte)           |           |              |    |
| BW                                      | Wirtschaftsgebäude                           | Stedtfeld, Denkmalplatz 4 (Karte)           |           |              |    |
| BW                                      | Wohnhaus & Innenausstattung & Nebengebäude   | Stedtfeld, Jägergasse 1 (Karte)             |           |              |    |
| BW                                      | Wohnhaus & Innenausstattung                  | Stedtfeld, Wittigstraße 14 (Karte)          |           |              |    |
| Fotos hochladen                         | Bergbaugebiet                                | beim Pochteich (Karte)                      |           |              |    |
| BW                                      | Wohnhaus                                     | Stockhausen, Hauptstraße 14 (Karte)         |           |              |    |
| Direkt Bild zu diesem Denkmal hochladen | Torfahrt                                     | Stockhausen, Hauptstraße 65                 |           |              |    |
| Direkt Bild zu diesem Denkmal hochladen | Wohnhaus                                     | Stockhausen, Hauptstraße 69                 |           |              |    |
| Direkt Bild zu diesem Denkmal hochladen | Wohnhaus mit Nebengebäude & Innenausstattung | Stregda, Eisenacher Straße 7                |           |              |    |
| Direkt Bild zu diesem Denkmal hochladen | Wohnhaus mit Nebengebäude & Innenausstattung | Stregda, Eisenacher Straße 20               |           |              |    |
| Direkt Bild zu diesem Denkmal hochladen | Torpfosten                                   | Stregda, Eisenacher Straße                  |           |              |    |